# Coelospermum volubile
Coelospermum volubile là một loài thực vật có hoa trong họ Thiến thảo. Loài này được (Merr.) J.T.Johanss. mô tả khoa học đầu tiên năm 1988.